# Plectrocnemia minima
Plectrocnemia minima är en nattsländeart som beskrevs av Klapalek 1899. Plectrocnemia minima ingår i släktet Plectrocnemia och familjen fångstnätnattsländor. Inga underarter finns listade i Catalogue of Life.